# Bokermannohyla hylax
Bokermannohyla hylax är en groddjursart som först beskrevs av Heyer 1985.  Bokermannohyla hylax ingår i släktet Bokermannohyla och familjen lövgrodor. IUCN kategoriserar arten globalt som livskraftig. Inga underarter finns listade.

## Bildgalleri

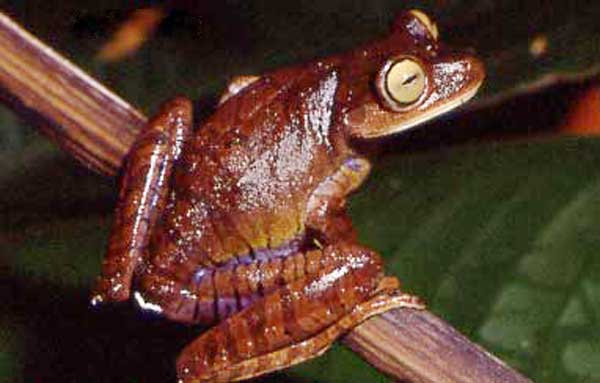
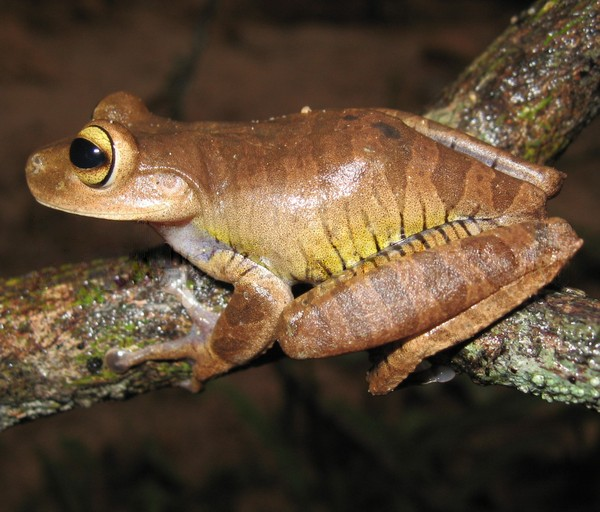
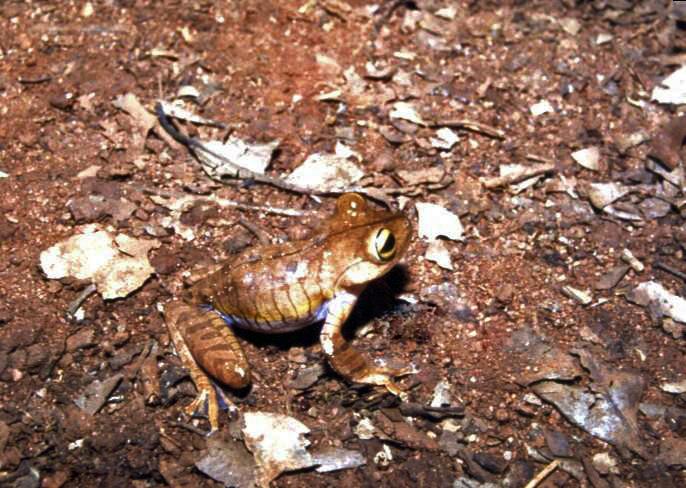